# 菅原在高
菅原 在高（すがわら の ありたか、平治元年（1159年） - 貞永元年9月23日（1232年10月8日））は、鎌倉時代の公家。大学頭・菅原在茂の子。官位は従二位・兵部卿。

## 経歴
後白河院政期中期の治承2年（1178年）秀才に補せられると、治承4年（1180年）献策し、左衛門尉兼検非違使尉・六位蔵人を経て、養和元年（1181年）従五位下に叙爵した。
のち、刑部大輔を務める傍ら、文治3年（1187年）従五位上、文治5年（1189年）正五位下、建久3年（1192年）従四位下、建久9年（1198年）従四位上と昇進する。正治2年（1200年）文章博士に任ぜられると、元久元年（1204年）大学頭と学者としての官職を歴任する一方で、建仁3年（1203年）には菅原氏長者となっている。元久2年（1205年）子息である淳高の治国を賞されて正四位下に叙せられると、建永元年（1206年）式部大輔に任ぜられ文人官僚の筆頭となった。
承元4年（1210年）従三位に叙せられ、平安時代中期の菅原輔正以来菅原氏の氏人としては約200年ぶりに公卿に昇る。建保7年（1219年）正三位・兵部卿に叙任され、元仁2年（1225年）正月に従二位至るが、同年12月に淳高の刑部卿任官と引き替えに兵部卿を辞した。
貞永元年（1232年）9月23日薨去。享年74。

## 官歴
『公卿補任』による。
- 安元2年（1176年） 正月20日：賜穀倉院学問料
- 治承2年（1178年） 正月26日：秀才
- 治承3年（1179年） 正月19日：兼加賀掾。10月3日：上西門院判官代
- 治承4年（1180年） 正月16日：献策。8月8日：昇殿。11月18日：左衛門尉
- 養和元年（1181年） 5月30日：六位蔵人。9月25日：検非違使宣旨。11月28日：従五位下
- 元暦元年（1184年） 3月27日：刑部大輔
- 文治3年（1187年） 正月5日：従五位上（策）
- 文治5年（1189年） 9月16日：正五位下（前上西門院元暦元年大嘗会御給）
- 建久元年（1190年） 12月26日：院昇殿
- 建久3年（1192年） 正月5日：従四位下（策）。正月29日：還任刑部大輔
- 建久9年（1198年） 正月5日：従四位上（策）
- 正治2年（1200年） 10月11日：復任（父）。10月26日：文章博士
- 建仁元年（1201年） 正月29日：兼越後介
- 建仁3年（1203年） 11月：氏長者
- 元久元年（1204年） 正月13日：大学頭、去博士
- 元久2年（1205年） 正月29日：兼周防介。4月10日：正四位下（淳高治国賞）
- 建永元年（1206年） 3月1日：侍読昇殿。4月3日：式部大輔
- 承元元年（1207年） 正月13日：周防権守
- 承元4年（1210年） 12月20日：従三位、罷大輔
- 建保7年（1219年） 正月5日：正三位。10月5日：兵部卿
- 元仁2年（1225年） 正月5日：従二位。12月25日：辞卿（以男淳高任刑部卿）
- 貞永元年（1232年） 9月23日：薨去

## 系譜
『尊卑分脈』による。
- 父：菅原在茂
- 母：藤原家基の娘
- 生母不詳の子女
  - 男子：菅原淳高（1176-1250）
  - 男子：菅原淳頼
  - 男子：菅原時頼
  - 男子：菅原在頼
  - 男子：珍永
  - 男子：尊日
  - 女子：中将宗国（または国宗）室
  - 女子：藤原範朝室